# 3856 Lutskij
3856 Lutskij è un asteroide della fascia principale. Scoperto nel 1976, presenta un'orbita caratterizzata da un semiasse maggiore pari a 2,8763361 UA e da un'eccentricità di 0,0604691, inclinata di 1,45237° rispetto all'eclittica.